# Tokarahia
Tokarahia è un genere di cetacei estinti, appartenenti ai misticeti. Visse nell'Oligocene superiore (circa 28 - 24 milioni di anni fa) e i suoi resti fossili sono stati ritrovati in Nuova Zelanda.

## Descrizione
Questo cetaceo, come altri misticeti arcaici, possedeva un lungo rostro; le mascelle, tuttavia, non erano ancora ampie come quelle delle balene attuali. Il solo cranio, lungo e basso, era lungo oltre due metri; si suppone che la specie di maggiori dimensioni, Tokarahia lophocephalus, potesse raggiungere i dieci metri di lunghezza. E possibile che Tokarahia fosse ancora dotato di veri denti e non solo di fanoni: un dente associato con il palato di un esemplare attribuito a questo genere suggerirebbe la presenza di denti negli esemplari adulti. Lo scheletro postcranico della specie Tokarahia kauaeroa è uno dei meglio conosciuti per quanto riguarda i misticeti dell'Oligocene, e mostra un insieme di caratteristiche derivate e ancestrali. Ad esempio, le vertebre cervicali allungate richiamano quelle dei basilosauridi, mentre l'articolazione immobile del gomito è simile a quella dei misticeti attuali. 

## Classificazione
Tokarahia è un membro degli Eomysticetidae, un gruppo di balene arcaiche, considerate i primi misticeti a possedere veri fanoni. Il genere Tokarahia venne descritto per la prima volta nel 2015 da Boessenecker e Fordyce, sulla base di resti fossili rinvenuti nella formazione di Otekaike, che ha restituito i fossili di numerosi cetacei oligocenici. La specie tipo è Tokarahia kauaeroa, ben nota per un esemplare articolato e quasi completo, ma a questo genere è stata attribuita anche la specie T. lophocephalus, precedentemente attribuita al genere Mauicetus da Marples nel 1956 e proveniente dalla medesima formazione. Probabilmente le due specie vivevano nello stesso habitat. 

## Paleobiologia
L'analisi degli isotopi provenienti dal dente fossile di Tokarahia suggerirebbe la possibilità che questi animali migrassero stagionalmente verso le acque antartiche, per poi riprodursi lungo la costa neozelandese, come altri mammiferi marini attuali. 